# Rhesala keiensis
Rhesala keiensis is een vlinder uit de familie van de spinneruilen (Erebidae). De wetenschappelijke naam van de soort is voor het eerst voorgesteld als Rhesalides keiensis door Alice Ellen Prout in een publicatie uit 1921.
De soort komt voor op de Kei-eilanden.